# Martins Dukurs
Martins Dukurs (Riga, 31 marzo 1984) è uno skeletonista lettone, medaglia d'argento olimpica a Vancouver 2010 e a Soči 2014, sei volte campione mondiale (nel 2011, nel 2012, nel 2015, nel 2016, nel 2017 e nel 2019), dodici volte consecutive campione europeo, vincitore di undici trofei di Coppa del Mondo e di 61 tappe del massimo circuito mondiale; grazie a questi risultati è l'atleta più titolato e vittorioso nella storia di questo sport, mancando soltanto della medaglia d'oro alle Olimpiadi.
Soprannominato Superman per la sua pressoché perfetta posizione sulla slitta, è fratello minore di Tomass, a sua volta skeletonista di livello internazionale, e figlio di Dainis, ex bobbista e suo attuale allenatore.

## Biografia

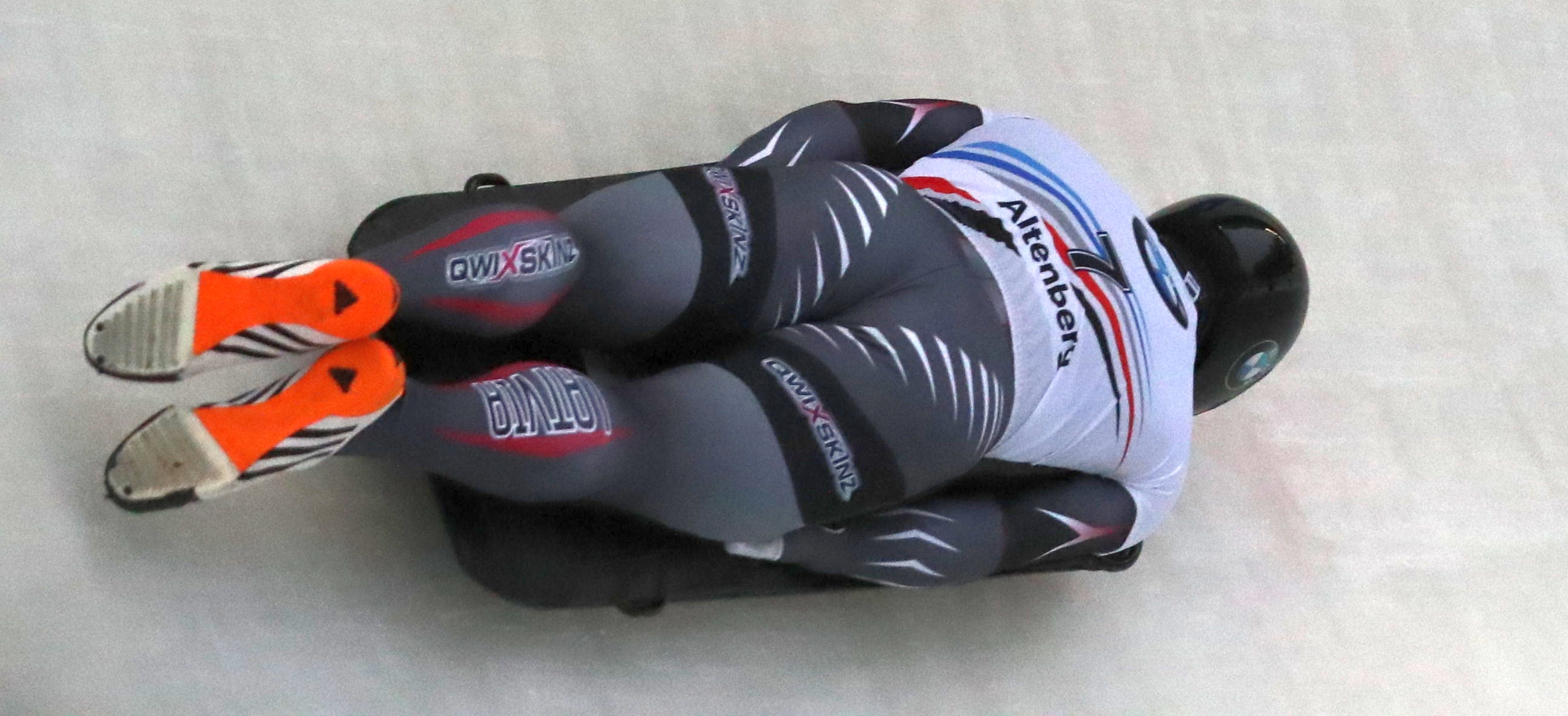
"Superman" Dukurs in gara ad Altenberg nel 2019

Prima di dedicarsi allo skeleton Dukurs ha praticato la pallavolo. Iniziò a gareggiare nel 1998 nelle categorie giovanili senza però ottenere risultati di particolare rilievo, ai campionati mondiali juniores non andò infatti oltre il quarto posto ottenuto ad Altenberg 2007.

### Coppa del Mondo

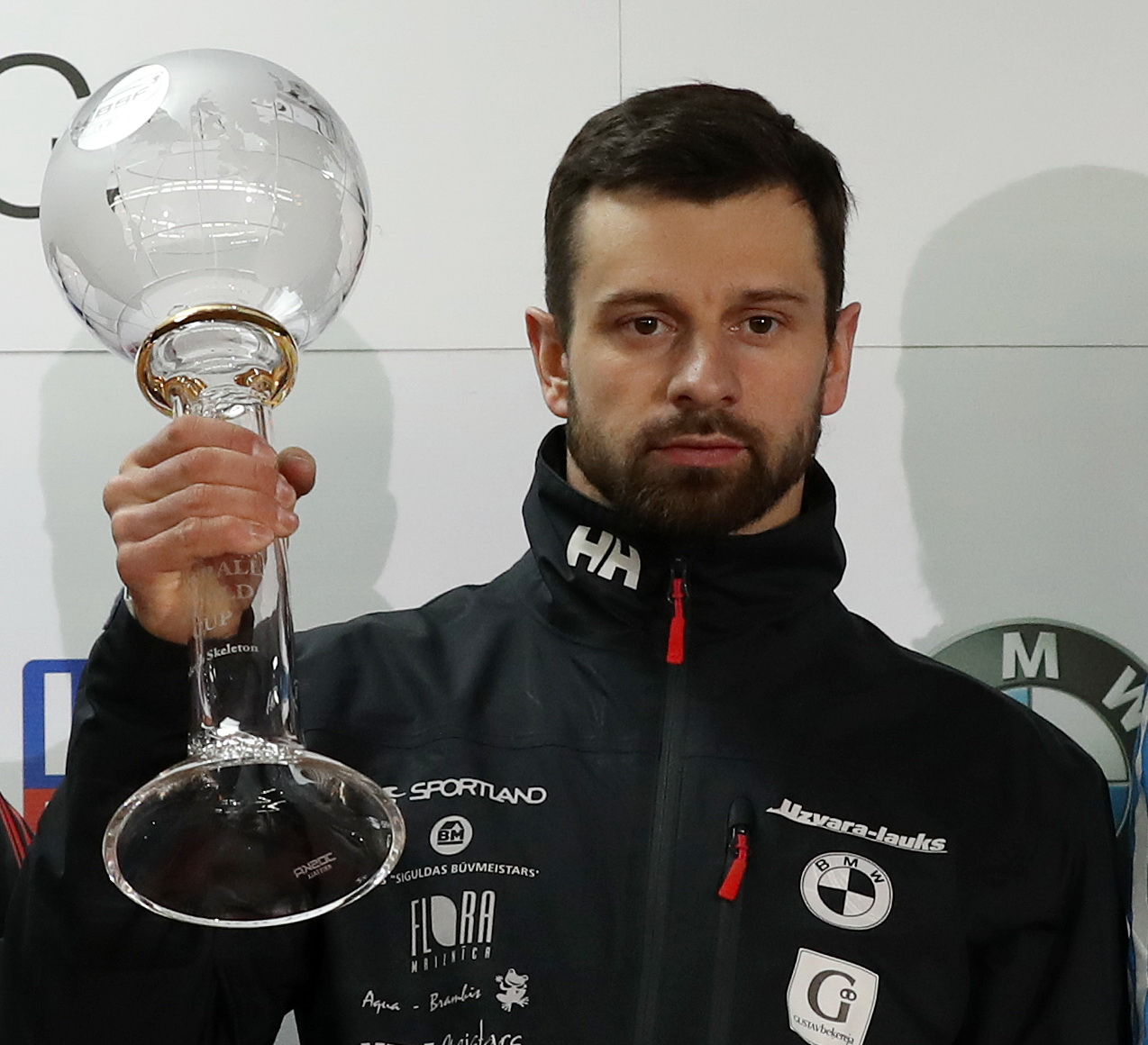
Martins Dukurs a Pyeongchang nel 2017 mentre solleva l'ottava Coppa del Mondo conquistata consecutivamente

Esordì in Coppa del Mondo, a 16 anni, nel dicembre 2000 a Winterberg, all'avvio della stagione 2000/01, piazzandosi al trentaquattresimo posto nel singolo. Per alcuni anni Dukurs alternò il suo impegno nel massimo circuito con la partecipazione a gare dei circuiti minori, come la Coppa Europa e la Challenge Cup. In Coppa del Mondo ottenne il suo primo podio il 16 febbraio 2007 a Winterberg, dove concluse la gara del singolo al terzo posto, e sempre nella stessa località tedesca conseguì anche la sua prima vittoria, l'8 febbraio 2008. 
Ha trionfato in classifica generale per undici volte, di cui otto consecutive dal 2009/10 al 2016/17 più i tre successi ottenuti dal 2019/20 al 2021/22; ha inoltre al suo attivo 61 vittorie di tappa, distribuite su 14 differenti tracciati (l'unico dove ha gareggiato e non ha vinto è quello di Nagano in Giappone), numeri che lo pongono saldamente al vertice tra gli atleti più vittoriosi nel massimo circuito annuale dello skeleton.

### Giochi olimpici

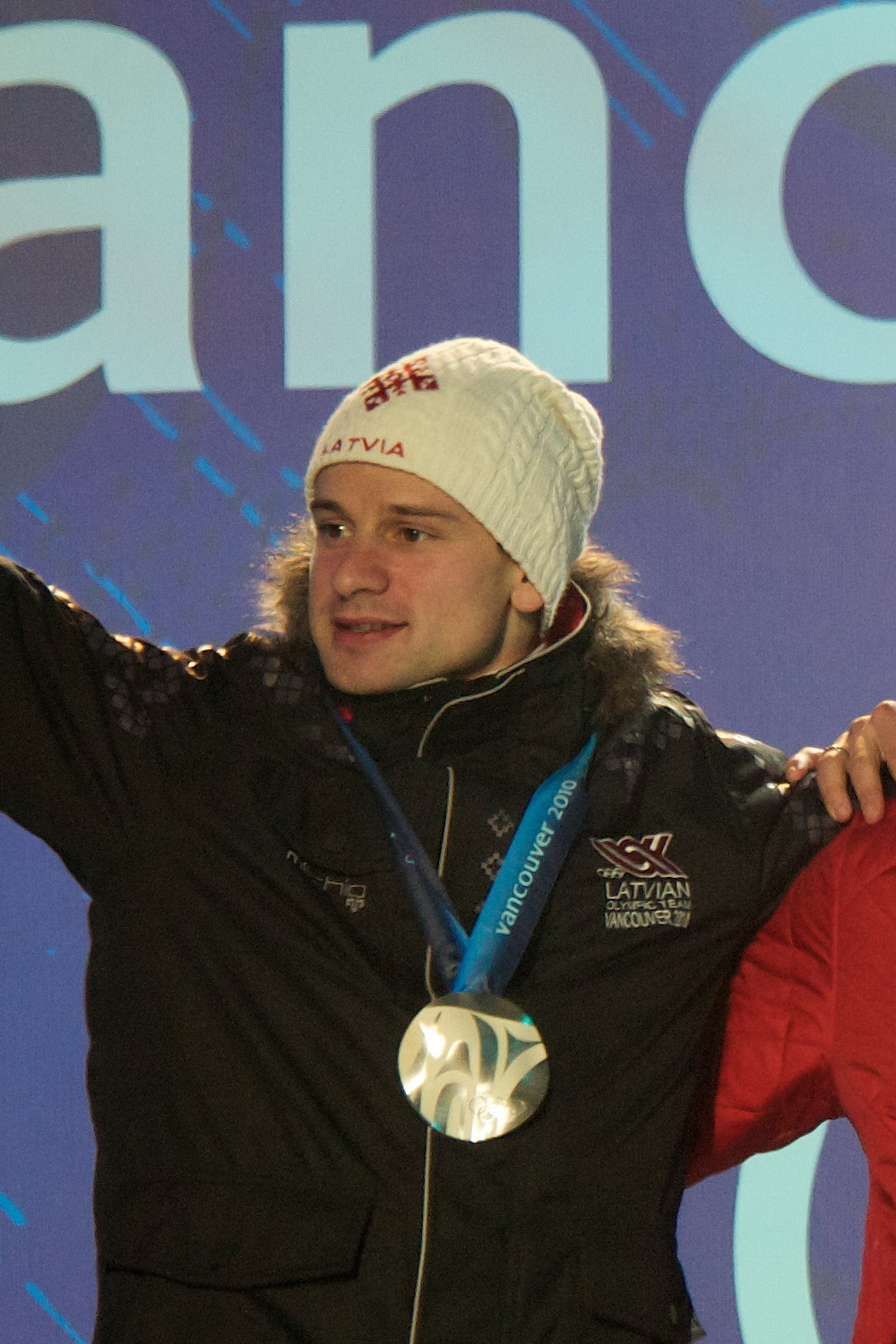
Dukurs sul podio a, dove conquistò la medaglia d'argento

Ha preso parte a cinque edizioni dei giochi olimpici invernali classificandosi settimo a Torino 2006 e vincendo la medaglia d'argento sia a Vancouver 2010, superato dall'atleta di casa Jon Montgomery, sia a Soči 2014 dove a sopravanzarlo fu ancora un atleta locale, il russo Aleksandr Tret'jakov. Quattro anni dopo, a Pyeongchang 2018, giunse invece al quarto posto e quattro anni dopo ancora, a Pechino 2022, giunse al settimo posto

A Vancouver, inoltre, ha sfilato quale Portabandiera della delegazione lettone ai Giochi.

### Campionati mondiali ed europei: i record

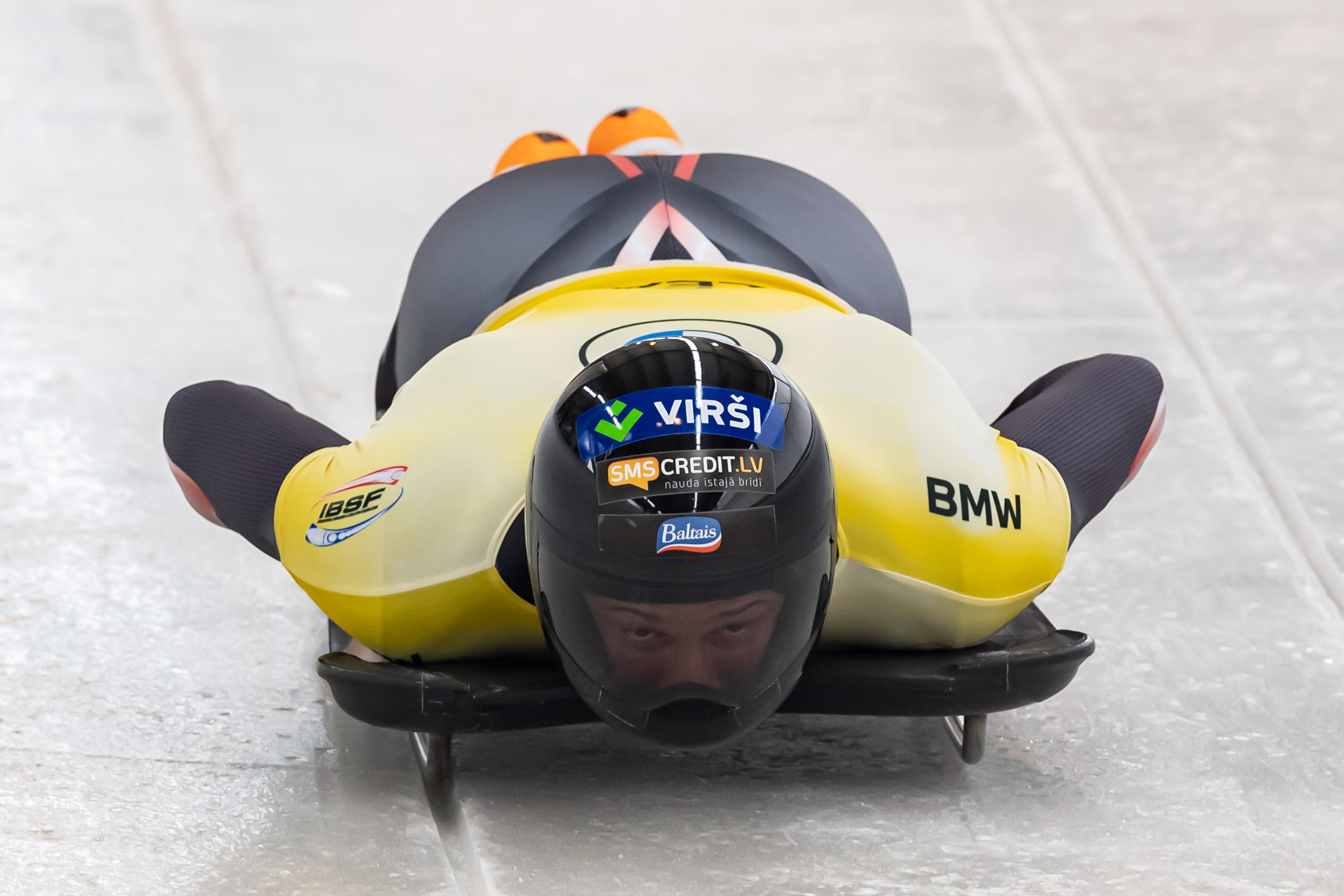
Martins Dukurs in gara ai campionati mondiali di Altenberg 2021

Ha partecipato altresì a ben tredici edizioni dei campionati mondiali conquistando un totale di sette medaglie, di cui sei d'oro. Nel dettaglio i suoi risultati nelle prove iridate sono stati, nel singolo: ventottesimo a Calgary 2001, sesto a Sankt Moritz 2007, quinto ad Altenberg 2008, undicesimo a Lake Placid 2009, medaglia d'oro a Schönau am Königssee 2011, medaglia d'oro a Lake Placid 2012, medaglia d'argento a Sankt Moritz 2013, medaglia d'oro a Winterberg 2015, medaglia d'oro a Igls 2016, medaglia d'oro a Schönau am Königssee 2017, medaglia d'oro a Whistler 2019 e quarto ad Altenberg 2020 e sedicesimo ad Altenberg 2021. 
Con l'alloro vinto a Igls 2016 Martins Dukurs divenne il primo atleta nella storia della sua disciplina a vincere quattro titoli iridati, record che già deteneva, sebbene in coabitazione con lo svizzero Gregor Stähli, anch'egli vincitore di tre titoli; con il sesto successo ottenuto a Whistler 2019 raggiunse inoltre gli slittinisti Armin Zöggeler e Felix Loch a quota sei titoli mondiali vinti nella stessa disciplina in uno "sport della slitta", agganciati un anno dopo anche dal bobbista Francesco Friedrich che trionfò nel 2020 per la sesta volta consecutiva nel bob a due maschile e li superò poi nel 2021 ponendosi davanti a tutti insieme all'altro bobbista Eugenio Monti, anch'egli sette volte campione del mondo nel bob a due.
Può inoltre vantare dodici medaglie d'oro consecutive vinte ai campionati europei (record assoluto, con l'elvetico Nico Baracchi e il britannico Kristan Bromley che lo seguono a distanza con tre titoli), vittorie conseguite dall'edizione di Igls 2010 sino a quella di Sankt Moritz 2022, più una d'argento colta a Winterberg 2021), per un totale di dodici medaglie europee consecutive. Tra gli allori continentali viene ricordata in particolare la vittoria ottenuta a Sankt Moritz 2016 in quanto salì sul gradino più alto del podio con il fratello Tomass, che terminò la gara con il medesimo tempo calcolato al centesimo di secondo.

### Riconoscimenti

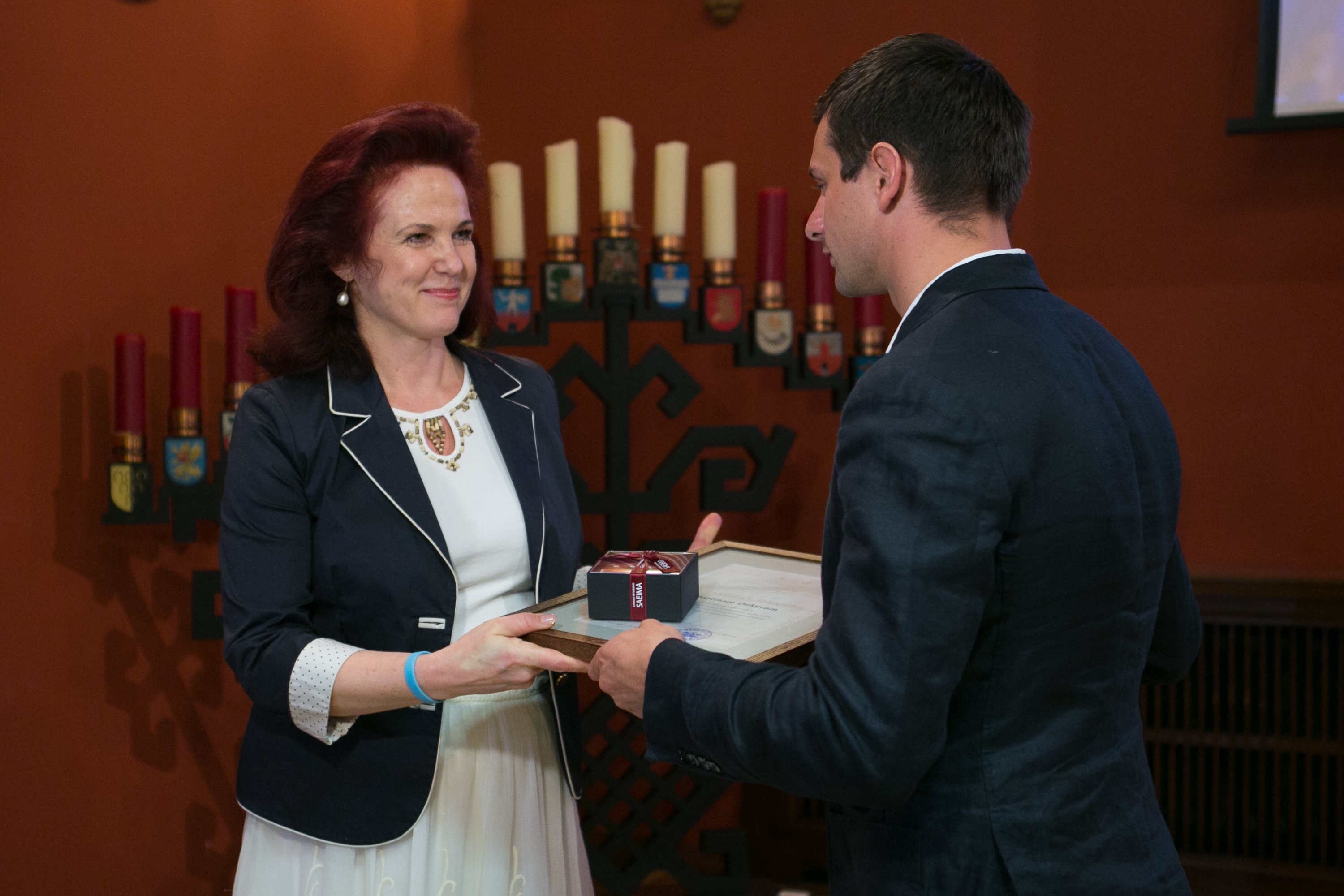
Martins Dukurs con Solvita Āboltiņa, Presidente del Saeima, nel 2014

A seguito dei risultati conseguiti in Coppa del Mondo e soprattutto grazie alla medaglia olimpica, nel 2010 è stato insignito dell'Ordine delle Tre stelle. Gli è stato inoltre assegnato dal Comitato Olimpico Lettone il premio quale sportivo lettone dell'anno nel 2010, 2011, 2013, 2014 e 2015.

## Palmarès

### Olimpiadi
- 2 medaglie:
  - 2 argenti (singolo a Vancouver 2010; singolo a Soči 2014).

### Mondiali
- 7 medaglie:
  - 6 ori (singolo a Schönau am Königssee 2011; singolo a Lake Placid 2012; singolo a Winterberg 2015; singolo a Igls 2016; singolo a Schönau am Königssee 2017; singolo a Whistler 2019);
  - 1 argento (singolo a Sankt Moritz 2013).

### Europei
- 13 medaglie:
  - 12 ori (singolo ad Igls 2010; singolo a Winterberg 2011; singolo ad Altenberg 2012; singolo ad Igls 2013; singolo a Schönau am Königssee 2014; singolo a La Plagne 2015; singolo a Sankt Moritz 2016; singolo a Winterberg 2017; singolo a Igls 2018; singolo a Innsbruck 2019; singolo a Sigulda 2020; singolo a Sankt Moritz 2022).
  - 1 argento (singolo a Winterberg 2021).

### Coppa del Mondo
- Vincitore della classifica generale nel 2009/10, nel 2010/11, nel 2011/12, nel 2012/13, nel 2013/14, nel 2014/15, nel 2015/16, nel 2016/17, nel 2019/20, nel 2020/21 e nel 2021/22.
- 90 podi (tutti nel singolo):
  - 61 vittorie;
  - 21 secondi posti;
  - 8 terzi posti.

#### Coppa del Mondo - vittorie
| Data             | Luogo                | Paese         | Disciplina |
| ---------------- | -------------------- | ------------- | ---------- |
| 8 febbraio 2008  | Winterberg           | Germania      | singolo    |
| 12 novembre 2009 | Park City            | Stati Uniti   | singolo    |
| 11 dicembre 2009 | Winterberg           | Germania      | singolo    |
| 8 gennaio 2010   | Schönau am Königssee | Germania      | singolo    |
| 23 gennaio 2010  | Innsbruck            | Austria       | singolo    |
| 2 dicembre 2010  | Calgary              | Canada        | singolo    |
| 15 gennaio 2011  | Innsbruck            | Austria       | singolo    |
| 23 gennaio 2011  | Winterberg           | Germania      | singolo    |
| 28 gennaio 2011  | Sankt Moritz         | Svizzera      | singolo    |
| 4 febbraio 2011  | Cesana Torinese      | Italia        | singolo    |
| 3 dicembre 2011  | Innsbruck            | Austria       | singolo    |
| 9 dicembre 2011  | La Plagne            | Francia       | singolo    |
| 16 dicembre 2011 | Winterberg           | Germania      | singolo    |
| 6 gennaio 2012   | Altenberg            | Germania      | singolo    |
| 21 gennaio 2012  | Sankt Moritz         | Svizzera      | singolo    |
| 4 febbraio 2012  | Whistler             | Canada        | singolo    |
| 10 febbraio 2012 | Calgary              | Canada        | singolo    |
| 8 novembre 2012  | Lake Placid          | Stati Uniti   | singolo    |
| 17 novembre 2012 | Park City            | Stati Uniti   | singolo    |
| 7 dicembre 2012  | Winterberg           | Germania      | singolo    |
| 14 dicembre 2012 | La Plagne            | Francia       | singolo    |
| 5 gennaio 2013   | Altenberg            | Germania      | singolo    |
| 12 gennaio 2013  | Schönau am Königssee | Germania      | singolo    |
| 19 gennaio 2013  | Innsbruck            | Austria       | singolo    |
| 15 febbraio 2013 | Soči                 | Russia        | singolo    |
| 29 novembre 2013 | Calgary              | Canada        | singolo    |
| 3 gennaio 2014   | Winterberg           | Germania      | singolo    |
| 10 gennaio 2014  | Sankt Moritz         | Svizzera      | singolo    |
| 12 gennaio 2014  | Sankt Moritz         | Svizzera      | singolo    |
| 18 gennaio 2014  | Innsbruck            | Austria       | singolo    |
| 25 gennaio 2014  | Schönau am Königssee | Germania      | singolo    |
| 12 dicembre 2014 | Lake Placid          | Stati Uniti   | singolo    |
| 19 dicembre 2014 | Calgary              | Canada        | singolo    |
| 10 gennaio 2015  | Altenberg            | Germania      | singolo    |
| 23 gennaio 2015  | Sankt Moritz         | Svizzera      | singolo    |
| 30 gennaio 2015  | La Plagne            | Francia       | singolo    |
| 7 febbraio 2015  | Innsbruck            | Austria       | singolo    |
| 28 novembre 2015 | Altenberg            | Germania      | singolo    |
| 4 dicembre 2015  | Winterberg           | Germania      | singolo    |
| 12 dicembre 2015 | Schönau am Königssee | Germania      | singolo    |
| 9 gennaio 2016   | Lake Placid          | Stati Uniti   | singolo    |
| 16 gennaio 2016  | Park City            | Stati Uniti   | singolo    |
| 23 gennaio 2016  | Whistler             | Canada        | singolo    |
| 27 febbraio 2016 | Schönau am Königssee | Germania      | singolo    |
| 14 gennaio 2017  | Winterberg           | Germania      | singolo    |
| 20 gennaio 2017  | Sankt Moritz         | Svizzera      | singolo    |
| 3 febbraio 2017  | Innsbruck            | Austria       | singolo    |
| 17 marzo 2017    | Pyeongchang          | Corea del Sud | singolo    |
| 10 novembre 2017 | Lake Placid          | Stati Uniti   | singolo    |
| 15 dicembre 2017 | Innsbruck            | Austria       | singolo    |
| 18 gennaio 2019  | Innsbruck            | Austria       | singolo    |
| 17 gennaio 2020  | Innsbruck            | Austria       | singolo    |
| 31 gennaio 2020  | Sankt Moritz         | Svizzera      | singolo    |
| 15 febbraio 2020 | Sigulda              | Lettonia      | singolo    |
| 20 novembre 2020 | Sigulda              | Lettonia      | singolo    |
| 27 novembre 2020 | Sigulda              | Lettonia      | singolo    |
| 11 dicembre 2020 | Innsbruck            | Austria       | singolo    |
| 18 dicembre 2020 | Innsbruck            | Austria       | singolo    |
| 17 dicembre 2021 | Altenberg            | Germania      | singolo    |
| 7 gennaio 2022   | Winterberg           | Germania      | singolo    |
| 14 gennaio 2022  | Sankt Moritz         | Svizzera      | singolo    |

### Circuiti minori

#### Challenge Cup
- 3 podi (tutti nel singolo)[2]:
  - 2 vittorie;
  - 1 terzo posto.